# Freixe de fulla gran

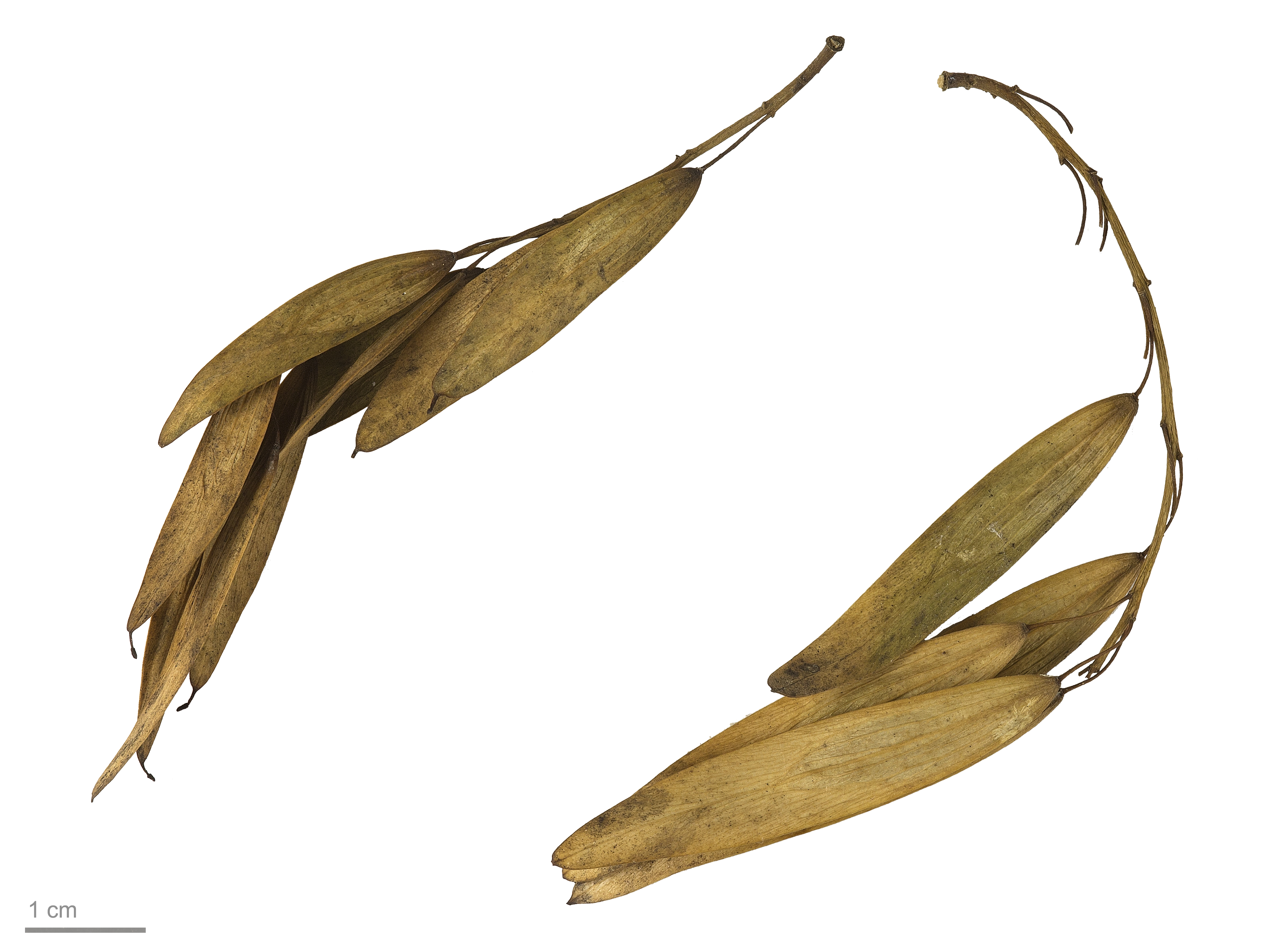
Fraxinus excelsior

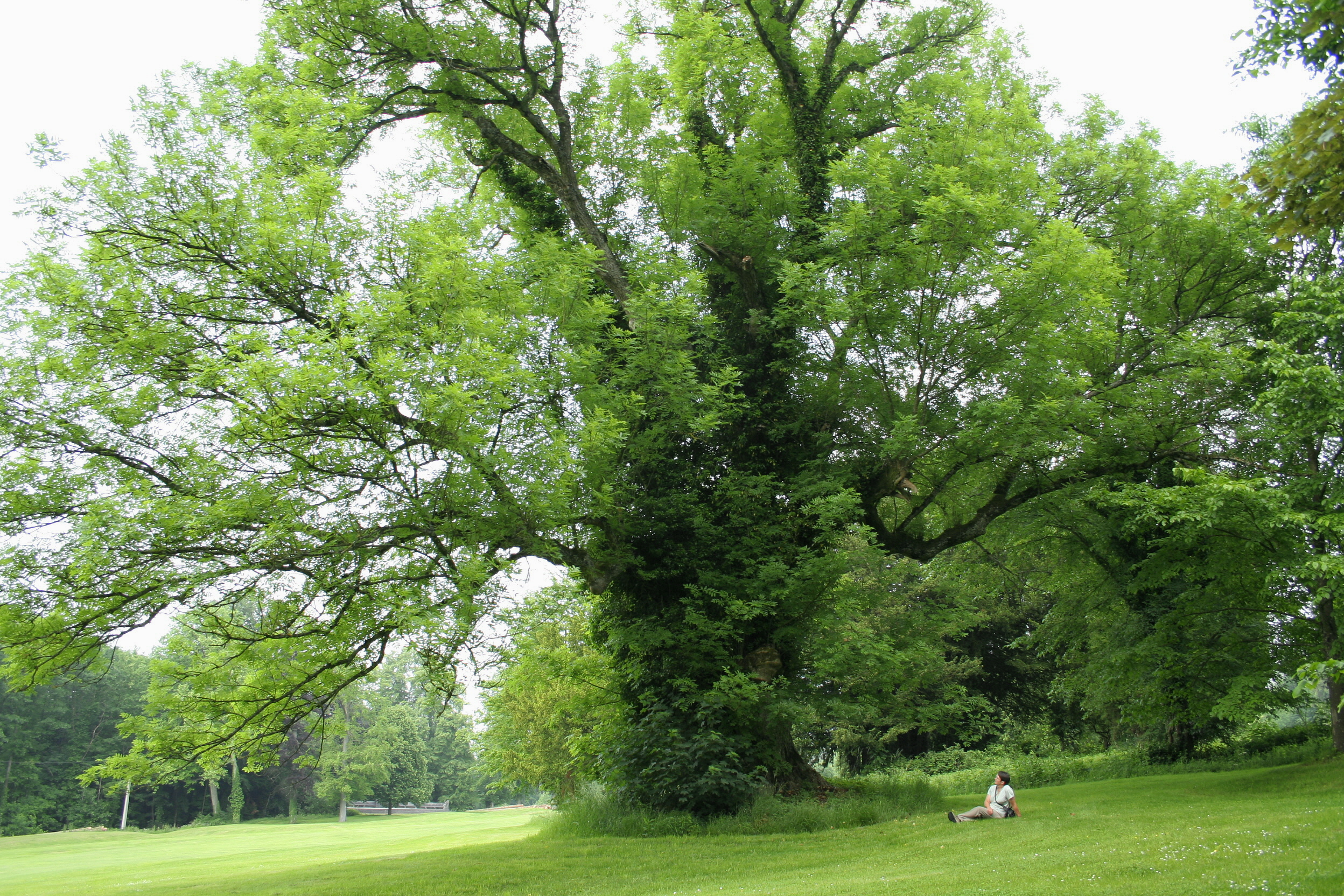
Arbre

El freixe de fulla grossa (Fraxinus excelsior) és un arbre caducifoli nadiu d'Europa fins i d'agunes zones de Turquia i l'Iran. És una espècie de planta amb flors del gènere Fraxinus dins la família de les oleàcies (Oleaceae).
Addicionalment pot rebre els noms d'arbre ver, estanca-sang, freixe, freixe comú, freixe de fulla ampla, freixe de fulla gran, freixe mascle i freixera. També s'han recollit les variants lingüístiques abrever, fleix, freija, freijú, freix, freixa, freixe mascle, freixen, fréixer i frejú.

## Descripció
Port

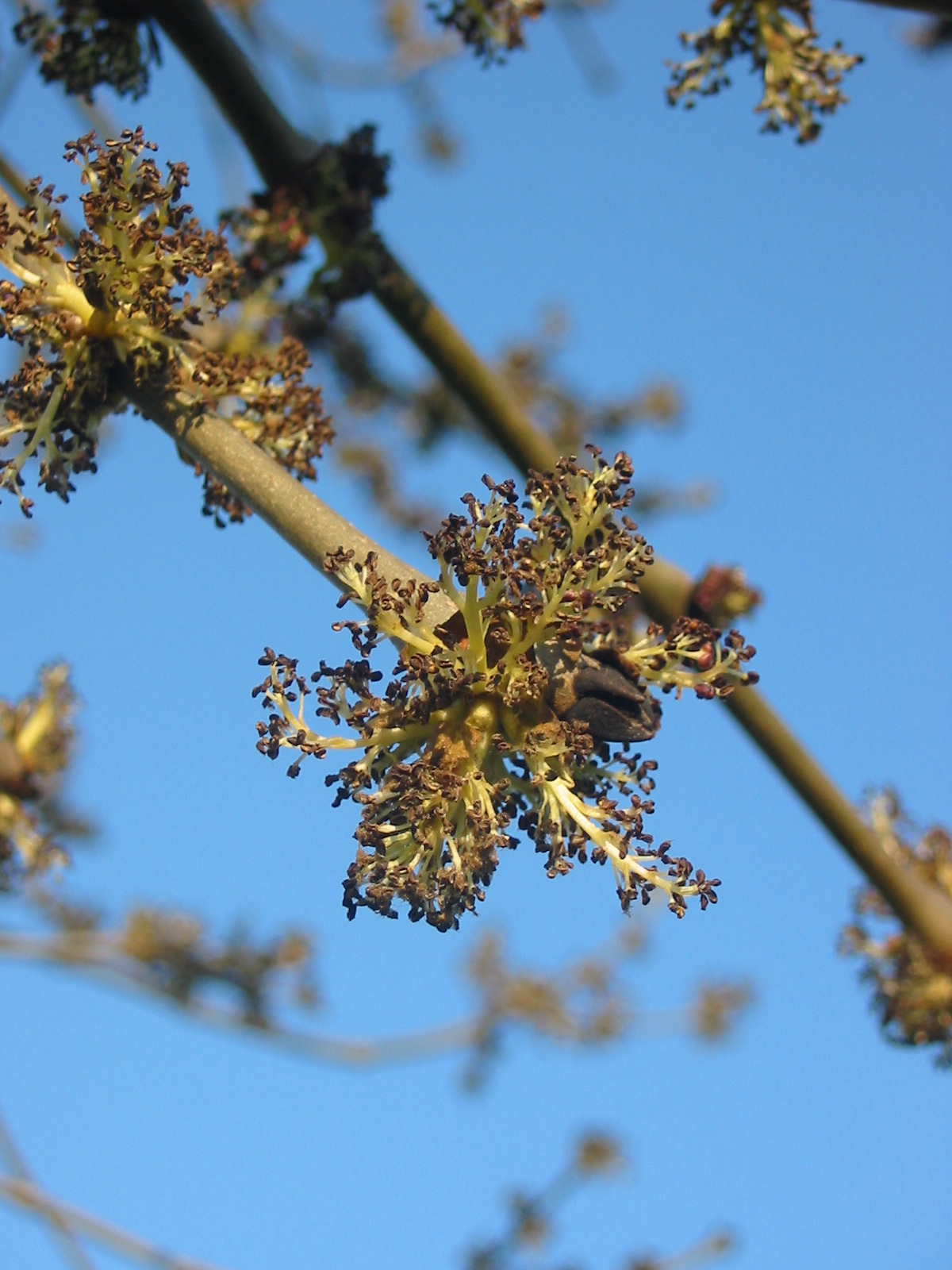
Flors masculines. Les flors del freixe apareixen a la primavera abans que les fulles.

En medi forestal, els arbres nascuts de llavor solen ser rectes i poden arribar fins a 40 m d'alçada i 1 m de diàmetre. Els exemplars excepcionals poden tenir més de dos-cents anys. Els arbres rebrotats de rabassa, en general són més torts i enforquillats.
Escorça
És llisa, grisenca, i es clivella amb l'edat.
Fulles
Oposades, compostes, de 25-30 cm, amb 7-15 folíols dentats, de nervació pinnada, de 3-5 cm, sèssils, de color verd fosc. A la tardor no prenen coloració característica.
Flors
Flors molt simples, amb dos estams i un pistil bífid. La sexualitat és complexa. Es considera que és una planta monoica, no obstant és freqüent que en un peu avortin els òrgans masculins o femenins, resultant peus dioics. Pot ser que la sexualitat d'un peu sigui diferent en anys diferents. Les flors s'agrupen en inflorescències de tipus panícula. La pol·linització és anemòfila.
Fruits
Els fruits són sàmares, de 2,5 a 4,5 cm de llarg, aplanades, indehiscents, amb una ala membranosa allargada. Cada fruit sols té una llavor. Les llavors de freixe tenen dormició forta, això fa que normalment les llavors recol·lectades i sembrades a la tardor, no germinin fins a la primavera del segon any, o anys posteriors.
Arrels
El sistema radical es doble. Per una banda, hi ha un sistema superficial, per absorbir els nutrients, i per altre, un sistema pivotant profund que va a la recerca de l'aigua.

## Ecologia
Àrea natural de distribució
S'estén per gran part del continent europeu, excepte en el nord d'Escandinàvia i gran part de la península Ibèrica. A Catalunya es fa sobretot als Pirineus i Prepirineus i també a les contrades humides del nord-est, entre els 400 i els 1.800 m a l'estatge montà fins a l'estatge subalpí.
Requisits d'aigua
És un gran consumidor d'aigua, i solament prospera si té humitat suficient. Aquest factor és crític per la regeneració, perquè els plançons tenen unes arrels poc profundes i, per tant, és necessari que disposin d'humitat superficial al sol.
Tolerància a l'ombra
És moderadament tolerant durant els primers anys de vida, però quan es fa gran requereix llum. Axó facilita la regeneració, perquè sent exigent d'humitat, una coberta vegetal durant els primers anys de vida ajuda al manteniment de la humitat.
El sòl
S'estima els terrenys frescos i profunds de qualsevol mena, encara que prefereix els calcaris, o lleugerament àcids.
Influència del clima
És resistent al fred, encara que li són perjudicials les gelades de principi de primavera.

## Taxonomia
Aquesta espècie va ser publicada per primer cop l'any 1753 al segon volum de l'obra Species Plantarum del botànic suec Carl von Linné (1707-1778).

### Subespècies
Dins d'aquesta espècie es reconeixen les tres subespècies següents :
- Fraxinus excelsior subsp. coriariifolia (Scheele) A.E.Murray
- Fraxinus excelsior subsp. excelsior
- Fraxinus excelsior subsp. siciliensis Ilardi & Raimondo

### Sinònims
El següent nom científic és sinònim heterotípic de Fraxinus excelsior:
- Fraxinus excelsior var. communis Aiton

## Usos
És una planta medicinal i s'utilitzen els folíols i l'escorça per a la seva activitat com antiinflamatori, laxant i diürètic. Tradicionalment, s'ha usat per al tractament d’artràlgies, artritis, gota, oligúria, retenció urinària, edemes, restrenyiment i febre.
Les fulles s'empren per alimentar el bestiar.
La fusta s'usa en ebenisteria, fusteria i torneria. A més a més, es conrea com ornamental. A causa de la seva alta flexibilitat i resistència a esberlar-se, la fusta de freixe és usada tradicionalment per fer mànecs d'eines, raquetes de tenis, bats de beisbol i estics d'hoquei.